# Jim Jones (rapper)
Joseph Guillermo Jones II (Harlem, 15 de julho de 1976), mais conhecido pelo seu nome artístico Jim Jones é um rapper estadunidense e membro original da gangue Bloods, onde também é conhecido como Dipset. Ele é co-CEO da Columbia Records.

## Discografia
Álbuns de estúdio
- 2004: On My Way to Church
- 2005: Harlem: Diary of a Summer
- 2006: Hustler's P.O.M.E. (Product of My Environment)
- 2009: Pray IV Reign

Álbuns colaborativos
- 2008: M.O.B.: The Album (com ByrdGang)
- 2009: The Rooftop (com DJ Webstar)

Compilações
- 2006: A Dipset X-Mas
- 2008: A Tribute To Bad Santa Starring Mike Epps (com Skull Gang)